# Conrad Gustaf Waldemar Wetterwik
Conrad Gustaf Waldemar Wetterwik, född 22 oktober 1843 i Kinneveds socken, död 10 juli 1903 i Göteborg, var en svensk militär.
Conrad Gustaf Waldemar Wetterwik var son till kronolänsman Carl Gustaf Wetterwik och Charlotta Marie Tenggren. Han blev officer 1864, var artilleristabsofficer 1874–1877, blev kapten vid Göta artilleriregemente 1875 och förrådsofficer i Göteborg 1888. Wetterwik var major och chef för Karlsborgs artillerikår 1893–1895. Han blev riddare av Svärdsorden 1886.